# Lê Hiếu Đằng
Lê Hiếu Đằng (6 tháng 1 năm 1944 – 22 tháng 1 năm 2014) là luật gia, nhà hoạt động xã hội, Phó chủ nhiệm Hội đồng Tư vấn về Dân chủ và Pháp luật thuộc Ủy ban Trung ương Mặt trận Tổ quốc Việt Nam, nguyên là phó Tổng Thư ký Ủy ban Trung ương Liên Minh các lực lượng Dân tộc, dân chủ và Hòa bình Việt Nam, nguyên Tổng thư ký Ủy ban nhân dân Cách mạng khu Sài Gòn Gia Định, nguyên Phó Chủ tịch Ủy ban Mặt trận Tổ quốc Việt Nam ở Thành phố Hồ Chí Minh. Tính tới 2013, ông đã có 45 năm là Đảng viên Đảng Cộng sản Việt Nam. Ông cũng là một trong các "lãnh tụ" sinh viên trước đây đã trong phong trào đấu tranh tại Sài Gòn và các đô thị Miền Nam trước 1975, thành viên Ban chấp hành Tổng hội Sinh viên Sài Gòn và Trường Đại học Luật khoa Sài Gòn.

## Tiểu sử
Ông Lê Hiếu Đằng quê ở Quảng Nam, từng học Trường Trung học Phan Châu Trinh, Đà Nẵng, học Đại học Luật Khoa, Sài Gòn, cũng có một năm học Trường Đại học Văn khoa Sài Gòn (1964). Ông nguyên là phó Tổng Thư ký Ủy ban Trung ương Liên Minh các lực lượng Dân tộc, dân chủ và Hòa bình Việt Nam (1968 – 1977), Nguyên Tổng thư ký Ủy ban nhân dân Cách mạng khu Sài Gòn – Gia Định (1969 – 1975), Nguyên phó Chủ tịch Ủy ban Mặt trận Tổ quốc Việt Nam Thành phố Hồ Chí Minh (1989 – 2009), là Đại biểu Hội đồng nhân dân Thành phố khóa 4, khóa 5. Từ năm 1975 đến 1983, ông là giảng viên Triết học và Chủ nghĩa xã hội khoa học ở Trường Đảng Nguyễn Văn Cừ thuộc Khu ủy Sài Gòn – Gia Định.
Ông từ trần vào ngày 22 tháng 1 năm 2014 tại Bệnh viện Nhân dân 115, Thành phố Hồ Chí Minh, hưởng thọ 70 tuổi.

## Hoạt động nổi bật
Ông Đằng là một trong 72 người đầu tiên ký vào Kiến nghị 72 kiến nghị trong đợt sửa đổi Hiến pháp 2013.
Ông Lê Hiếu Đằng là một trong những người đi đầu trong phong trào biểu tình tại Việt Nam chống Trung Quốc xâm lược Biển Đông. Ông nói "Việt Nam vi phạm nhân quyền khi trấn dẹp biểu tình chống Trung Quốc".
Ông phát biểu: "mọi người phải xác định rằng đất nước là của chung, nước Việt Nam là một, đã là người Việt Nam thì phải làm sao để Việt Nam lớn mạnh hơn, từ đó chung tay, góp sức làm cho đất nước phát triển". Ông nói "sự tồn vong của đất nước là quan trọng".
Về vụ Thủ tướng Nguyễn Tấn Dũng không từ chức, ông Đằng nói: "Việt Nam chưa có «văn hóa từ chức» thể hiện lòng tự trọng của một vị lãnh đạo. Vấn đề ở chỗ «lỗi hệ thống». Nếu muốn không có một vị Nguyễn Tấn Dũng nữa thì phải thay đổi thể chế. Trong thế chế đó phải thực hiện được những quyền dân chủ của người dân, và xây dựng Nhà nước pháp quyền, xã hội dân sự, và nền kinh tế nhiều thành phần".
Về phiên tòa xét xử hai nhạc sĩ Việt Khang và Trần Vũ Anh Bình ngày 30/10/2012, ông nói: "Trấn áp không dập tắt được những tiếng nói yêu nước phản kháng".
Ông khẳng định: "Việc đổi tên nước là thời cơ rất lớn để thay đổi một số điều trong hiến pháp, làm đòn bẩy cho sự phát triển của đất nước. Nếu vẫn như cũ thì rất tiếc, thời cơ qua đi."
Vào tháng 8/2013, trong bài viết "Suy nghĩ trong những ngày nằm bịnh", ông Lê Hiếu Đằng đã công khai nói lên những suy nghĩ của mình. Về việc Đảng Cộng sản đã phản bội lý tưởng cách mạng, phản bội nhân dân, phản bội những người góp phần xây dựng nên chế độ, trong đó có ông, cũng như việc cần thiết phải dân chủ hóa, xây dựng thể chế đa đảng để cứu đất nước thoát khỏi tình thế nguy cấp hiện tại, kêu gọi thành lập chính đảng mang tên Đảng Dân chủ Xã hội tại Việt Nam. Có những ý kiến cho rằng bài viết này của ông là "thiếu khách quan và thiếu tính xây dựng", "nhận định phiến diện".
Vào ngày 4 tháng 12 năm 2013, ông viết tuyên bố từ bỏ Đảng Cộng sản Việt Nam vì theo ông, "Đảng Cộng sản Việt Nam bây giờ không còn như trước (đấu tranh giải phóng dân tộc) mà đang suy thoái biến chất, thực chất chỉ là đảng của những tập đoàn lợi ích, trở thành lực cản cho sự phát triển đất nước, dân tộc, đi ngược lại lợi ích dân tộc, nhân dân."

## Qua đời
Theo như tin mà BBC Việt ngữ đưa vào ngày 14 tháng 12 năm 2013 thì ông Lê Hiếu Đằng đang trong tình trạng "trong cơn nguy kịch" và được "cấp cứu tích cực" tại một bệnh viện ở Thành phố Hồ Chí Minh. Ông qua đời vào ngày 22 tháng 1 năm 2014 tại Bệnh viện Nhân dân 115, hưởng thọ 70 tuổi.
Trong mấy ngày tang lễ ông Đằng, mặc dù đã có sự hiện diện của một số quan chức cao cấp của chính quyền, vẫn xảy ra các hiện tượng 'chọc phá', 'cản trở' và 'xâm phạm' đồ phúng viếng cố luật gia.

## Phát biểu
Lê Hiếu Đằng đã từng nêu ý tưởng thành lập một chính đảng mới và cho là:
| “ | "Một khi cơ sở hạ tầng có nhiều thành phần kinh tế khác nhau trong xã hội sẽ có nhiều tầng lớp với lợi ích khác nhau, thì tất yếu họ phải có tổ chức để đấu tranh bảo vệ quyền lợi của họ. Đó là quy luật tất yếu, vì vậy không thể không đa nguyên đa đảng được, và như vậy điều 4 Hiến pháp hiện nay là vô nghĩa." | ” |

## Nhận xét
- Ông Lê Công Giàu, nguyên Phó bí thư Thành đoàn Thành phố Hồ Chí Minh một người bạn từ lúc còn là thanh niên với ông:

| “ | Anh Lê Hiếu Đằng là người rất nhiệt tình, điểm thứ hai ảnh rất trực tính thấy đúng sai là nói liền.... Có thể nói tới giờ phút này ảnh đã đi theo con đường của ảnh và giữ vững tới bây giờ đó là giải phóng dân tộc để được độc lập, thứ hai tranh đấu cho xã hội tốt đẹp, một đất nước giàu mạnh văn minh công bằng có dân chủ tự do. | ” |

- Nhà báo Huy Đức, tác giả cuốn Bên Thắng cuộc:

| “ | Ngay từ đầu thập niên 1990, ông Đằng, với tư cách là một đại biểu Hội đồng Nhân dân Thành phố đã luôn thể hiện sự chính trực của mình. Ông đã giúp các nhà báo tiếp cận với nhiều thông tin bị bưng bít lúc đó, giúp chúng tôi cùng đoàn đại biểu của ban Pháp chế HĐND "sục" vào các trại giam, nơi cho đến năm 1989 vẫn còn rất nhiều những người bị "tạm giữ" từ... năm, bảy năm trước đó. Ông đã sống cuộc đời của một người luôn xả thân cho lý tưởng mà mình tin là đúng". | ” |

- Ông Huỳnh Kim Báu, Tổng thư ký Hội Trí thức thành Phố cũng là một người đồng hành với ông từ thời trai trẻ:

| “ | Sau 75 anh Đằng vẫn tiếp tục ở lại trong bộ máy nhà nước, bộ máy đảng và với vị trí của mình là Phó chủ tịch Mặt trận ảnh đã tiếp tục đấu tranh, dùng cương vị đó để đấu tranh để bảo vệ cho quyền lợi chính đáng của nhân dân. | ” |